# Siracusa
Siracusa er en italiensk by beliggende på østkysten af Sicilien. Byen har 116.244(2023)indbyggere. Siracusa er forbundet med jernbane nordpå til Catania og Messina og vestpå til byerne i Val di Noto.
Siracusa blev grundlagt som en græsk koloni med navnet Syrakus i 734 f.Kr. og blev i løbet af de følgende århundreder til en af de største byer i datidens verden på højde med Athen og Sparta. Byen blev oprindeligt grundlagt på den lille ø, Ortigia, og bredte sig derefter ind på fastlandet. På Ortigia finder man domkirken, der oprindeligt blev bygget som tempel for Athene i 5. århundrede f.Kr., senere ombygget til romersk tempel for Minerva, og senere igen til kristen kirke, hvor søjlerækkerne er de oprindelige fra det græske tempel. På Ortigia finder man desuden velbevarede rester af et tempel for Apollon. Endelig finder man på Ortigia Arethusas kilde, hvor der, som et af de få steder i Europa, kan vokse papyrus. Fra nyere tid er Palazzo Bellomo med Siracusas kunstmuseum, hvis hovedværk er Santa Lucias begravelse af Caravaggio.
På fastlandet findes et stort arkæologisk udgravningsområde med velbevarede ruiner fra både græsk og romersk tid, bl.a. findes der rester af såvel et græsk som et romersk teater. Det græske teater kunne rumme over 15.000 tilskuere, og er således et af de største af sin art. I nærheden findes store stenbrud, Latomia del Paradiso, hvor byggematerialer til Siracusas oldtidsbygninger blev hentet. Det var store mængder sten, der skulle anvendes, og stenbruddet er således visse steder næsten 50 meter dybt. Her finder man også Dionysios Øre, en klippegrotte, der blev anvendt som fængsel af byens herskere. Dionysios var en af disse, og i grotten forstærkes al lyd 16 gange, og en legende siger, at Dionysios derfor brugte grotten til at aflytte om fangerne konspirerede imod ham. Navnet Dionysios Øre stammer dog først fra 1608, hvor maleren Caravaggio besøgte grotten, og fandt på navnet.
Fra nyeste tid stammer den meget store kirke, Santuario della Madonna delle Lacrime, der blev åbnet i 1994. Kirken er en valfartskirke bygget til en madonnafigur, der oprindeligt befandt sig i et privat hjem; men som ifølge katolsk tro i 1953 begyndte at græde rigtige tårer.
Siracusa blev i 2005 sammen med Necropoli di Pantalica optaget på UNESCOs verdensarvsliste.
Sankta Lucia  eller Den hellige Lucia (ca. 283-304) blev  født her. 